# ناهض الریس
ناهض الریس (عربی: ناهض منیر الریس؛ زاده: ۱۹۳۷ – درگذشته: ۲۰۱۰) سیاستمدار، شاعر، نویسنده و وزیر سابق دادگستری دولت خودگردان فلسطین در غزه به‌دنیا آمد و در غزه نیز درگذشت.

## زندگی‌نامه
ناهض الریس در سال ۱۹۳۷ در شهر غزه متولد شد و در سال ۱۹۵۴ به مصر رفت تا فارغ‌التحصیل دانشگاه قاهره در سال ۱۹۵۸ باشد و در آنجا مدرک کارشناسی خود را به پایان رساند.

## فعالیت‌ها
ناهض الریس فارغ‌التحصیل از دانشکده حقوق، دانشگاه قاهره در سال ۱۹۵۸. او همچنین در تشکیل اتحادیه دانشجویان فلسطین در قاهره شرکت نمود.
تا سال ۱۹۶۵ به عنوان نماینده برای محاکمه شهر غزه مشغول به کار شد و سپس کار خود را ترک کرد و داوطلب افسری در ارتش آزادیبخش فلسطین شد.
الریس یکی از رهبران بخش غربی سازمان آزادیبخش فلسطین (فتح) در بیروت بود که به رهبری خلیل الوزر، ابو جهاد رهبری می‌شد. او از سال ۱۹۷۳ مسئولیت عملیات در نوار غزه است.
الریس شاعری برجسته بود که در ابتدای دهه نود قرن گذشته با نوشتن اشعار مجموعه ای از شهرهای فلسطین شرکت کرد.
دو سال پس از بازگشت وی به نوار غزه در سال ۱۹۹۴، او به عنوان معاون در شورای قانونگذاری انتخاب شد و به عنوان معاون اول رئیس شورا و رئیس کمیته پیش‌نویس قانون اساسی برگزیده شد.

## درگذشت
ناهض الریس پس از یک درگیری طولانی با بیماری در سال ۲۰۱۰ در سن ۷۳ سالگی درگذشت.